# Gilles Le Bouvier
Gilles Le Bouvier, dit « le Héraut Berry », né en 1386,, sans doute dans le Berry[réf. nécessaire], mort vers 1455, est un dignitaire, diplomate et chroniqueur français du XVe siècle.

## Biographie et œuvre

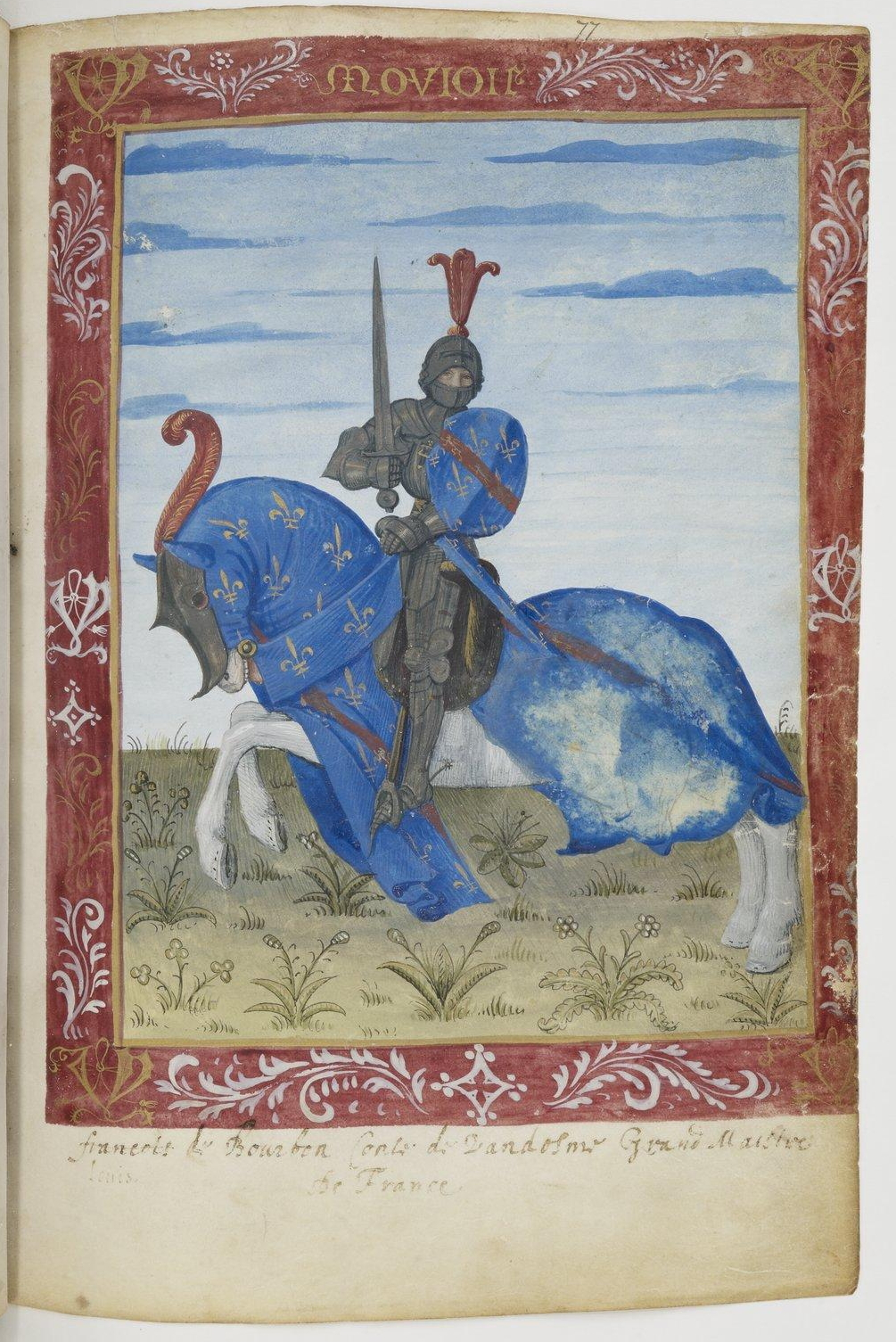
Armorial de Gilles le Bouvier datant de vers 1455.

Il vint chercher fortune à Paris en 1402. En 1420, le dauphin Charles, réfugié à Bourges, le nomma son héraut, d'où son surnom de « Héraut Berry ». En 1425, il fut envoyé à la cour de Bretagne (préparant le traité de Saumur du 7 octobre 1425 entre le roi Charles VII et le duc Jean V). Devenu roi d'armes, il marchait devant le roi entrant à Paris en 1437. En 1448, il accompagna Jacques Cœur dans une fastueuse ambassade à Rome pour faire obédience au pape Nicolas V. Il participa à plusieurs autres ambassades et fit à ces occasions de longs voyages. Son nom apparaît pour la dernière fois dans les comptes royaux le 1er octobre 1454.
Il est l'auteur d'une Chronique du roi Charles VII qui va de la naissance du souverain en 1403 (1402 « vieux style ») jusqu'en 1455 (avec deux continuations anonymes, la première jusqu'en 1459, et la seconde jusqu'à la mort du roi en 1461). C'est un panégyrique du roi, mais l'auteur est bien informé, et donne de précieux détails sur les expéditions militaires. La partie qui va de 1403 à 1422 (mort de Charles VI) a servi dans la première édition imprimée des Grandes Chroniques de France, réalisée en 1476/77 dans l'atelier de Pasquier Bonhomme. Dans les premières éditions du texte entier (Paris, chez F. Regnault, 1528 ; Nevers, 1594), il est curieusement attribué à Alain Chartier, ce qui induisit encore en erreur André Duchesne, qui fit figurer la chronique dans son édition des œuvres complètes de Chartier en 1617. Mais il s'aperçut lui-même très vite de la méprise en découvrant un nouveau manuscrit (comme l'indique le jésuite Philippe Labbe dès 1651 dans son Abrégé royal de l'alliance chronologique de l'histoire sacrée et profane), et Denis Godefroy put éditer le texte sous le nom de son véritable auteur : le début dans son Histoire de Charles VI (1653, p. 411-444), le reste dans son Histoire de Charles VII (1661, p. 369-474). Plus récemment, il a été réédité par Léonce Celier et Henri Courteault (Paris, C. Klincksieck, 1979).
En historiographie, Berry a aussi laissé une courte Histoire de Richard II, roi d'Angleterre (composée en 1441 et restée manuscrite), et un récit intitulé Chronique et Recouvrement de Normandie, sur l'histoire de la province depuis Rollon, puis sur sa reconquête par Charles VII en 1449/50 (cette dernière partie fondue ensuite dans la Chronique du règne ; texte édité en 1863 par Joseph Stevenson dans son volume Narratives of the Expulsion of the English from Normandy, MCCCCXLIX-MCCCCL de la collection Rerum Britannicarum medii ævi scriptores, avec le De reductione Normanniæ de Robert Blondel, autre récit des mêmes événements ; également par Amédée Hellot, Les Chroniques de Normandie, Rouen, 1881, p. 99-169).
Berry est aussi l'auteur d'un traité géographique intitulé Description de pays, rédigé vers 1451, où il dépeint les contrées « où il a esté de son vivant ». Les pays décrits, souvent avec pittoresque et abondance de détails, vont de l'Irlande jusqu'au Proche-Orient. Le texte ne revêt d'ailleurs pas la forme d'un journal personnel, et on ne peut pas savoir à quelles époques il a fait ces différents voyages (sauf si on le sait d'autre source, ou par quelques déductions). Cet ouvrage a été publié par Ernest-Théodore Hamy (Le Livre de la description des pays de Gilles Le Bouvier dit Berry, Paris, E. Leroux, 1908).
Berry a enfin composé un Armorial ou registre de noblesse (conservé par un seul manuscrit ancien illustré, le BnF ms. fr. 4985, avec des feuillets manquants, et une copie du XVIIe siècle). L'armorial proprement dit est précédé d'une généalogie des rois de France depuis Louis VIII. Il est constitué de quatorze chapitres, huit pour la France (correspondant aux huit royautés d'armes) et six pour les pays étrangers (Allemagne, Espagne, Écosse, Sicile et Italie, Angleterre, Orient). Les chapitres sur la France sont illustrés de 1300 blasons, ceux qui portent sur les pays étrangers de 1953 blasons. Quelques princes ou barons sont représentés en pied, assis ou à cheval. L'ouvrage est inachevé, peut-être à cause de la mort de l'auteur. Il a été édité par Auguste Vallet de Viriville (Paris, Bachelin-Deflorenne, 1866, 1 vol. in-8).

## Œuvres
- Gilles Le Bouvier (dit le héraut Berry), Armorial de France, Angleterre, Écosse, Allemagne, Italie et autres puissances, composé vers 1450 par Gilles Le Bouvier dit Berry, premier roi d'armes de Charles VII, roi de France : texte complet, publié pour la première fois d'après le manuscrit original / précédé d'une notice sur la vie et les ouvrages de l'auteur... par M. Vallet de Viriville, Paris, Bachelin-Deflorenne, 1866, XII-232 p. (présentation en ligne, lire en ligne).
- Gilles Le Bouvier (dit le héraut Berry), Armorial de Gilles Le Bouvier : Héraut Berry / publié par Emmanuel de Boos, d'après le manuscrit conservé à la Bibliothèque nationale de France (ms fr 4985), Paris, Éditions du Léopard d'or, coll. « Documents d'héraldique médiévale » (no 7), 1995, 277 p. (ISBN 2-86377-120-5).
- Gilles Le Bouvier (dit le héraut Berry), Les Chroniques du roi Charles VII / publiées, pour la Société de l'histoire de France, par Henri Courteault et Léonce Celier, avec la collaboration de Marie-Henriette Jullien de Pommerol, Paris, C. Klincksieck, 1979, XLIV-541 p. (ISBN 2-252-02014-8).